# Kristina Rose
Tracey Quinn Pérez, conocida por su nombre artístico Kristina Rose (San Diego, California; 14 de abril de 1984), es una actriz pornográfica estadounidense.
Su primer trabajo, cuando ella tenía 18 años, fue en el servicio de atención al cliente de una productora y sitio porno hasta que la compañía se trasladó y ella se quedó en la calle. Como todos sus contactos profesionales estaban relacionados con la industria, su siguiente empleo fue como asistente de un fotógrafo y fue este quien le animó a colocarse delante de las cámaras, y no empezó a modelar hasta los 23 años.
Comenzó a aparecer en películas para adultos en torno al 2007, y desde entonces ha aparecido en más de 1 000 películas.
Realizó su primer escena anal en la película de la productora Elegant Angel del 2008 Kristina Rose: Dirty Girl. Participó en su película Performers of the Year 2009 (Intérpretes del año 2009).

## Premios
- 2009 premio AVN nominada – Best Threeway Sex Scene – Sweet Cheeks 10[6]
- 2009 premio AVN nominada – Best All-Girl Group Sex Scene – Squirt Gangbang 3[6]
- 2009 XRCO Award nominada – New Starlet[7]
- 2009 Hot d'Or nominada – Best American Starlet[8]
- 2009 Premio XBIZ nominada – New Starlet of the Year[9]
- 2009 CAVR Award Ganadora - Star of the Year
- 2010 AVN Award nominada – Best All-Girl Couples Sex Scene – Bitchcraft 6[10]
- 2010 AVN Award nominada – Best All-Girl Three-Way Sex Scene – Storm Squirters 6[10]
- 2010 AVN Award nominada – Best Anal Sex Scene – Kristina Rose Is Slutwoman[10]
- 2010 AVN Award nominada – Best Anal Sex Scene – Rocco Ravages LA[10]
- 2010 AVN Award nominada – Best Double Anal Penetration Hardcore Sex Scene – Kristina Rose Is Slutwoman[10]
- 2010 AVN Award nominada – Best Group Sex Scene – Pornstar Workout[10]
- 2010 AVN Award nominada - Best Oral Sex Scene – Kristina Rose Is Slutwoman[10]
- 2010 AVN Award nominada – Best Supporting Actress – Seinfeld: A XXX Parody[10]
- 2010 AVN Award nominada – Best Threeway Sex Scene – Kristina Rose: Dirty Girl[10]
- 2010 AVN Award nominada – Female Performer of the Year[10]
- 2010 XRCO Award nominada – Female Performer Of The Year[11]
- 2010 XRCO Award nominada – Superslut[11]
- 2010 XRCO Award nominada – Orgasmic Analist[11]
- 2011 AVN Award nominada – Best All-Girl Three-Way Sex Scene – Buttwoman vs. Slutwoman[12]
- 2011 AVN Award nominada – Best All-Girl Three-Way Sex Scene – Lil’ Gaping Lesbians 3[12]
- 2011 AVN Award nominada – Best All-Girl Three-Way Sex Scene – Malice in Lalaland[12]
- 2011 AVN Award nominada – Best Anal Sex Scene – Buttwoman vs. Slutwoman[12]
- 2011 AVN Award nominada – Best Anal Sex Scene – Sexual Blacktivity 2[12]
- 2011 AVN Award nominada – Best Couples Sex Scene – Kristina Rose Is Slutwoman[12]
- 2011 AVN Award nominada – Best Double Anal Penetration Sex Scene – Kristina Rose Is Slutwoman[12]
- 2011 AVN Award nominada – Best Group Sex Scene – Buttwoman vs. Slutwoman[12]
- 2011 AVN Award nominada – Best Oral Sex Scene – Kristina Rose Is Slutwoman[12]
- 2011 AVN Award nominada – Best Supporting Actress – Seinfeld 2: A XXX Parody[12]
- 2011 AVN Award nominada – Best Three-Way Sex Scene (G/G/B) – All About Sara Sloane[12]
- 2011 AVN Award nominada – Best Three-Way Sex Scene (G/G/B) – Buttwoman vs. Slutwoman[12]
- 2011 AVN Award nominada – Female Performer of the Year[12]
- 2011 AVN Award nominada – Most Outrageous Sex Scene – Party of Feet 2[12]
- 2012 AVN Award ganadora  – Best Three-Way Sex Scene, G/G/B – Ass Worship 13 (con Jada Stevens y Nacho Vidal)
- 2012 Galaxy Award ganadora – Best Female Performer (North America)[10]
- 2013 XRCO Award ganadora – Orgasmic Analist